# Ельген (притока Колими)
Ельген (у верхів'ї Правий Ельген) - річка в Середньоканському районі Магаданської області, ліва притока Колими. Довжина річки – 119 км. Площа водозбірного басейну 1900 км².
Бере початок як Правий Ельген на висоті близько 1200 м. Притоки - Середній Ельген, струмок Старий, струмок Таран, Лівий Ельген, струмок Білий. Впадає в річку Колима ліворуч на відстані 1557 км від гирла. Висота гирла над рівнем моря - близько 198 м.
Великих населених пунктів на берегах річки немає.